# Hanna Polak
Hanna Polak (ur. 1967 w Katowicach) – polska dokumentalistka, reżyser, scenarzystka i operator.

## Życiorys
Hanna Polak jest absolwentką Wydziału Operatorskiego Wszechrosyjskiego Państwowego Uniwersytetu Kinematografii im. S.A. Gierasimowa w Moskwie.

## Filmografia
- 2004 – Al. Albertowi Mayslesowi z uznaniem (reżyseria, zdjęcia, produkcja)
- 2005 – Dzieci z Leningradzkiego (reżyseria, zdjęcia, produkcja)
- 2007 – Kamienna cisza (zdjęcia)
- 2010 – Bitwa Warszawska w 3D (reżyseria, zdjęcia)
- 2014 – Nadejdą lepsze czasy (scenariusz, reżyseria, zdjęcia)

## Nagrody
W 2005 otrzymała nominację do Oscara za film Dzieci z Leningradzkiego w kategorii najlepszy dokument krótkometrażowy, oraz nominacje do nagrody Emmy w dwóch kategoriach – za najlepszy dokument oraz za montaż (Outstanding Individual Achievement in a Craft: Editing). Film został również nagrodzony przez Międzynarodowe Stowarzyszenie Filmu Dokumentalnego (IDA) i otrzymał nagrodę publiczności na festiwalu Watch Dogs.
Za film Nadejdą lepsze czasy została nominowana do nagrody Orła w kategorii filmu dokumentalnego.